# Jeff Gibbs
Jeffrey Gibbs (ur. 4 sierpnia 1980 w Columbus) – amerykański koszykarz, występujący na pozycji silnego skrzydłowego, obecnie zawodnik Link Tochigi Brex.

## Osiągnięcia
Stan na 5 listopada 2020, na podstawie, o ile nie zaznaczono inaczej.
NCAA III
- Koszykarz roku:
  - dywizji III NCAA (2002 według NABC)[2]
  - OAC (2000, 2002)
- Zaliczony do I składu:
  - konferencji OAC (2000–2002)
  - All-American dywizji III NCAA (2002)

Drużynowe
- Mistrz:
  - Japonii (2011, 2012, 2017)
  - II ligi niemieckiej (2006)
- Wicemistrz Japonii (2014, 2015)
- Zdobywca Pucharu Cesarza (2012)
- 3. miejsce w Pucharze Niemiec (2010)

Indywidualne
- Zaliczony do:
  - I składu ligi:
    - niemieckiej (2007–2009)
    - japońskiej (2011)

  - II składu ligi niemieckiej (2010)
- Uczestnik meczu gwiazd ligi japońskiej (2012, 2015)
- Lider ligi:
  - niemieckiej w zbiórkach (2007–2010)
  - japońskiej przechwytach (2014, 2015)